# Гургујата (Валча)
Гургујата (рум. Gurguiata) насеље је у Румунији у округу Валча у општини Бајиле Оланешти. Oпштина се налази на надморској висини од 672 m.

## Становништво
Према подацима из 2002. године у насељу је живело 23 становника, од којих су сви румунске националности.